# Rhaebobates
Rhaebobates es un género de arañas cangrejo de la familia Thomisidae. Fue descrito por Tord Tamerlan Teodor Thorell en 1881.
Se distribuye únicamente en el continente africano.

## Especies
- Rhaebobates latifrons Kulczyński, 1911
- Rhaebobates lituratus Thorell, 1881